# Iassus hypaulacia
Iassus hypaulacia är en insektsart som beskrevs av Walker 1851. Iassus hypaulacia ingår i släktet Iassus och familjen dvärgstritar. Inga underarter finns listade i Catalogue of Life.